# کرت همرین
کرت رولاند همرین (به سوئدی: Kurt Roland Hamrin) (۱۹ نوامبر ۱۹۳۴ – ۴ فوریه ۲۰۲۴) بازیکن تیم ملی سوئد و باشگاه آ.ث. میلان بود.
کرت همرین در ۴ فوریه ۲۰۲۴، در سن ۸۹ سالگی درگذشت.

## افتخارات
- سری آ: ۱۹۶۸ (آ.ث. میلان)
- کوپا ایتالیا: ۱۹۶۱، ۱۹۶۶ (فیورنتینا)
- لیگ قهرمانان اروپا: ۱۹۶۹ (آ.ث. میلان)
- جام در جام اروپا: ۱۹۶۱ (فیورنتینا) ۱۹۶۸ (آ.ث. میلان)
- میترو کاپ: ۱۹۶۶ (فیورنتینا)